# Jerzy Grodyński
Jerzy Grodyński (ur. 20 kwietnia 1883 w Krakowie, zm. 28 grudnia 1918 we Lwowie) – instruktor skautowy, jeden z współtwórców skautingu i harcerstwa polskiego.

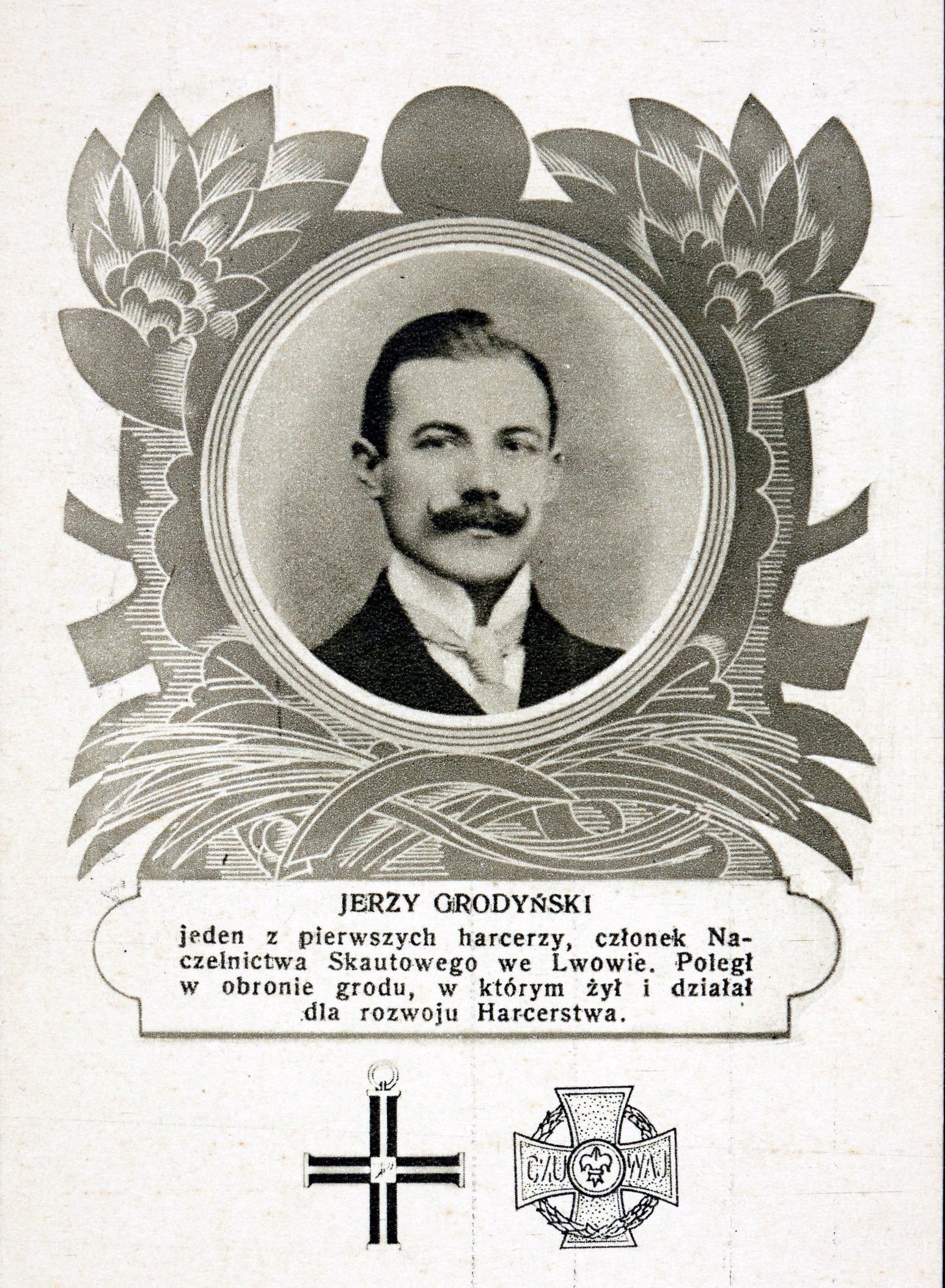
Jerzy Grodyński

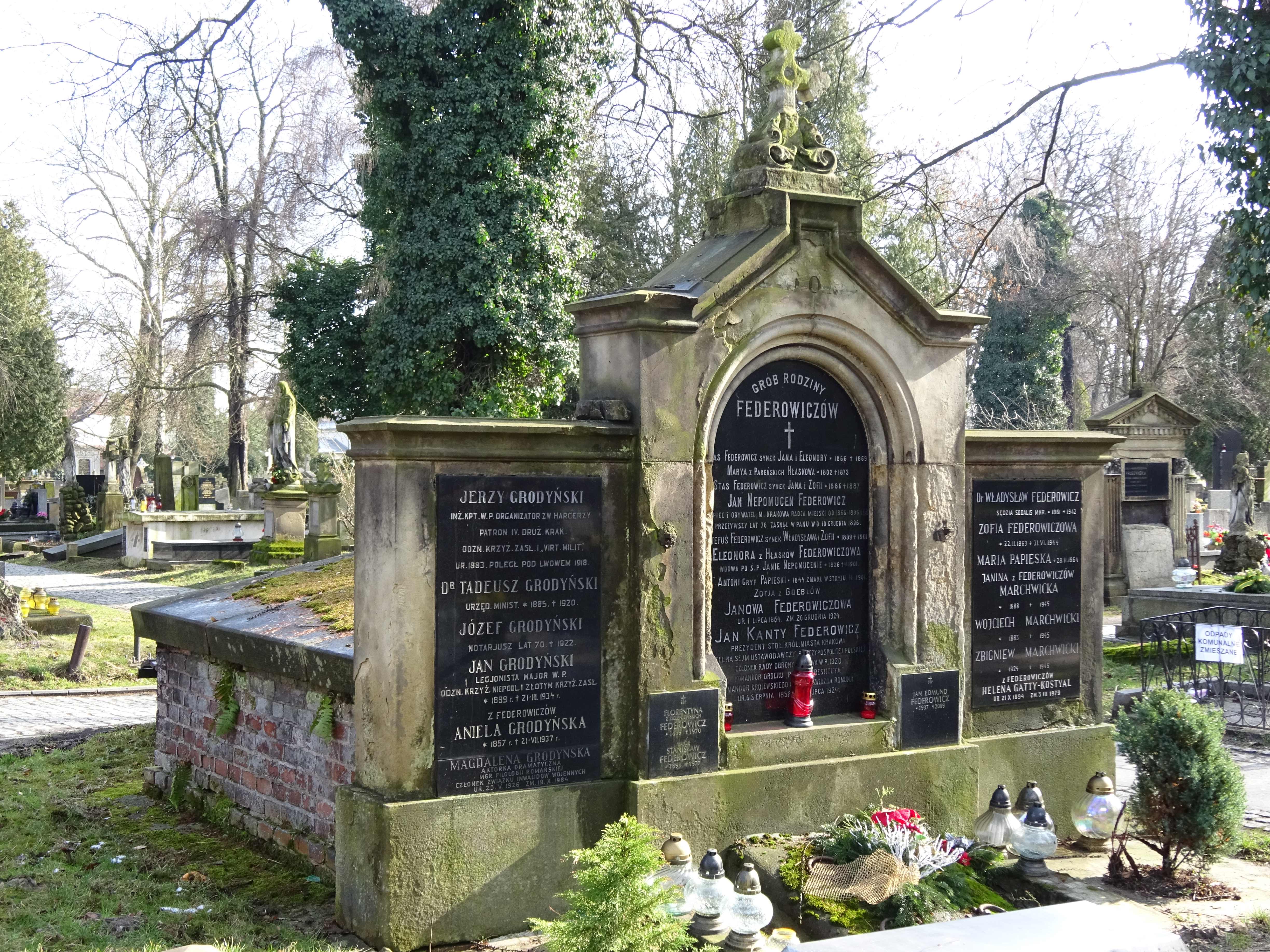
Grobowiec Jerzego Grodyńskiego

## Życiorys
Syn Józefa Kusionowicz i Anieli z domu Federowicz, brat Tadeusz i Jana Kantego, bratanek Władysława Kusionowicza Grodyńskiego (dyrektor Magistratu Miasta Krakowa) i Andrzeja Kusionowicza Grodyńskiego (sędzia Sądu Apelacyjnego), kuzyn Stanisława Grodyńskiego.
W latach 1911–1914 przebywał we Lwowie. Ukończył studia inżynierskie, ale pracował jako architekt i aktywnie działał w organizacjach studenckich i niepodległościowych m.in. w „Sokole”, „Eleusis”, potem w „Wyzwoleniu”, przez krótki czas w „Zarzewiu”. Jest autorem publikacji na temat wpływu alkoholu na zdrowie człowieka. W latach 1911–1912 wraz z Andrzejem Małkowskim w odczytach zapoznawał społeczeństwo polskie z ideami skautingu. W sierpniu 1912 w Poznaniu zaproszony przez „Sokoła” wraz z Tadeuszem Strumiłłą przeprowadził pierwszy kurs skautingu. 21 maja 1911 powstała przy Sokole we Lwowie Naczelna Komenda Skautowa, w skład której weszli: jako komendant naczelny – Naczelnik Sokoła dr Kazimierz Wyrzykowski oraz Andrzej Małkowski, Czesław Pieniążkiewicz, Franciszek Kapałka, Jerzy Grodyński, Alojzy Horak i Olga Drahonowska.
Działał również w Warszawie – delegowany z Naczelnej Komendy Skautowej ze Lwowa w celu nawiązania kontaktu z Kongresówką i służenia swym doświadczeniem młodszemu skautingowi warszawskiemu. Przy jego udziale powstała również warszawska Naczelna Komenda Skautowa (jako naczelnictwo drużyn na ziemiach zaboru rosyjskiego).
Następny okres jego życia związany był z Krakowem – był drużynowym 4 Krakowskiej Drużyny Harcerzy. W czerwcu 1917 został „komendantem miejscowym skautów” (co było odpowiednikiem dzisiejszego hufcowego). 17 lutego 1918 przemianował pluton Czarnych Wilków na 13 Krakowską Drużynę Harcerzy (z drużynowym Józefem Grzesiakiem). Przystąpił też do tworzenia organizacji o nazwie Milicja Obywatelska (potem Małopolska Straż Obywatelska) pierwowzór późniejszej Policji Państwowej.
W lutym 1918 opuścił Kraków powołany do wojska austriackiego, gdzie pełnił funkcję lekarza. Był porucznikiem. W listopadzie 1918 skauci Czarnej Trzynastki Krakowskiej wzięli udział w rozbrajaniu Austriaków, którzy we Lwowie prowokowali walki bratobójcze między Polakami i Ukraińcami o miasto. Podczas obrony Lwowa w trakcie trwającej wojny polsko-ukraińskiej w listopadzie 1918 był organizatorem „Sokoła” i skautingu. Został wówczas szefem Intendentury Naczelnej Komendy Wojska Polskiego. W grudniu 1918 został mianowany dowódcą kompanii. Poległ 28 grudnia 1918 w Persenkówce, jako kapitan 1 Pułk Strzelców Lwowskich. Kierownik mobilizacyjny Polskich Kadr Wojskowych we Lwowie w 1918, członek Naczelnej Komendy Obrony Lwowa w listopadzie 1918.
Został pochowany na cmentarzu Obrońców Lwowa. Powtórny pogrzeb kapitana Jerzego Grodyńskiego odbył się 10 kwietnia 1920 we Lwowie. Następnie uroczystości były kontynuowane w Krakowie 13 kwietnia 1920, po których jego szczątki spoczęły na tamtejszym cmentarzu Rakowickim (grobowiec Federowiczów, pas 28, zach.).

## Ordery i odznaczenia
- Krzyż Srebrny Orderu Virtuti Militari – pośmiertnie (dekoracja dokonana 17 kwietnia 1921 we Lwowie przez gen. broni Tadeusza Rozwadowskiego)[18]
- Krzyż Niepodległości – pośmiertnie (4 listopada 1933, za pracę w dziele odzyskania niepodległości)[19]
- Krzyż Walecznych[20]

## Upamiętnienie
Nazwisko Jerzego Grodyńskiego zostało wymienione na tablicy umieszczonej na Pomniku Obrońców Lwowa na Persenkówce.
W ramach obchodów 20 rocznicy obrony Lwowa 20 listopada 1938 Rada Miasta Lwowa podjęła uchwałę nazwaniu jego imieniem jednej z ulic miasta. Został patronem IV Drużyny Harcerzy w Krakowie, 10 Łódzkiej Drużyny Harcerzy „Serviam”.